# Johannes de Ketham
Johannes de Ketham (XV secolo – XV secolo) è stato un medico tedesco.
È noto soprattutto per l'opera Fasciculus medicinae che gli viene associata.
Non si hanno molte informazioni sulla sua vita, se non che fu professore all'Università di Vienna attorno alla seconda metà del XV secolo ed attivo in Italia verso la fine del secolo.